# Cottonwood, Alabama
Cottonwood là một thị trấn thuộc quận Houston, tiểu bang Alabama, Hoa Kỳ. Dân số năm 2009 là 1215 người, mật độ đạt 81 người/km².